# Kassai görögkatolikus egyházmegye
A kassai görögkatolikus egyházmegye (szlovákul: Košická eparchia, latinul: Eparchia Košicensis, 2008. január 30-áig Kassai görögkatolikus apostoli exarchátus) a görög rítusú katolikus egyház egyházmegyéje Szlovákiában. Püspöke (eparchája) Milan Chautur redemptorista szerzetes. 
A püspökség székesegyháza a kassai Szent Istenanya Születése templom. Területe 6 753 km², 86 parókiája van és 157 temploma. A püspökség védőszentjei Szent Cirill és Metód.

## Történelem
1997. február 21-én hozta létre II. János Pál pápa az eperjesi görögkatolikus egyházmegyéből. Az új kormányzóságot azért hozták létre, mivel ennek területe eredetileg a munkácsi görögkatolikus egyházmegyéhez tartozott. A kormányzóság közvetlenül az Apostoli Szentszéknek lett alárendelve. Kormányzója alapításától Milan Chautur redemptorista szerzetes. 
2008. január 30-án XVI. Benedek pápa az exarchátust egyházmegyei (hivatalos nevén eparchia) rangra emelte, melynek első püspöke Milan Chautur lett. Az egyházmegye a szlovák görögkatolikus egyháztartomány része.

## Szomszédos egyházmegyék
- Pozsonyi görögkatolikus egyházmegye (nyugat)
- Eperjesi görögkatolikus főegyházmegye (észak)
- Munkácsi görögkatolikus egyházmegye (kelet)
- Miskolci egyházmegye (dél)
- Nyíregyházi egyházmegye (dél)